# Grebbestad
Grebbestad ist ein Ort (tätort) in der schwedischen Provinz Västra Götalands län und der historischen Provinz Bohuslän. Der Ort ist eines der populärsten Seebäder der Westküste. Einige Kilometer südlich liegt die Touristenanlage Tanumstrand. Es gibt immer noch mehrere Schleppnetzfischer, die Grebbestad als Heimathafen anlaufen. Ihr Fang besteht hauptsächlich aus Garnelen und aus Krebsen. Außerdem werden Austern und Hummer gefangen.
Es gibt eine Volkshochschule mit hauptsächlich handwerklicher Ausrichtung. Die 1892 eingeweihte Granitkirche ist im neugotischen Stil erbaut.

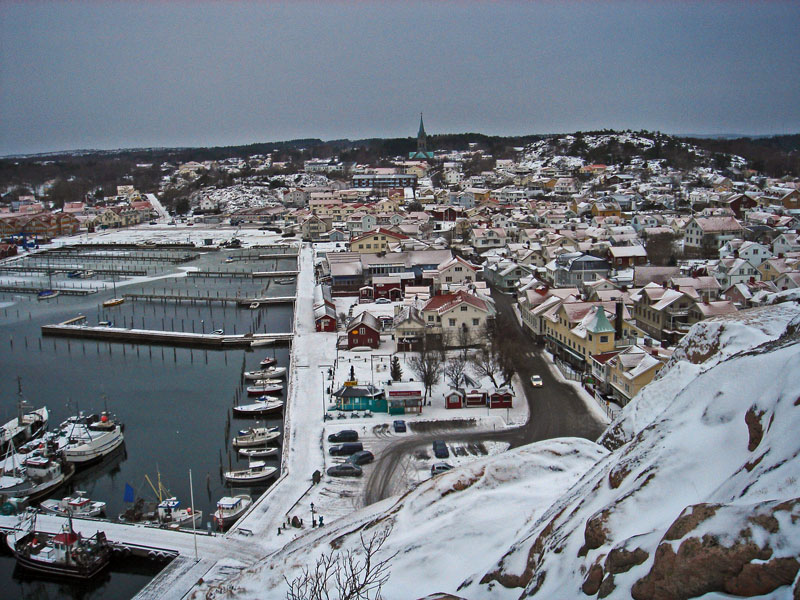
Grebbestad

## Geschichte
Das Gebiet um Grebbestad war schon lange bewohnt. In der Nähe gibt es mehrere Relikte, wie das Gräberfeld von Greby aus der Eisenzeit, das Steinlabyrinth von Ulmekärr am Havstenssundsvägen und eine Wallburg.
Der heutige Ort Grebbestad wurde im 17. Jahrhundert zum ersten Mal genannt. Im 19. Jahrhundert entwickelte sich der Handel, die Schifffahrt, die Konservenindustrie und die Fischerei, Bauholz und Getreide wurden verschifft. Um 1870 wurde eine Konservenfabrik unterhalb des Stöberges gegründet. Am Ende des 19. Jahrhunderts begann die Steinmetzerei.
Heute spielt jedoch hauptsächlich der Tourismus eine wichtige Rolle, der auch die Haupteinnahmequelle für Grebbestad ist.
Die erste motorisierte Buslinie Schwedens, die 1911 eingeweiht wurde, verkehrte zwischen dem Bahnhof Tanum und Grebbestad.

## Etymologie
Der Name „Grebbestad“ kommt von „Grebys Stad“, wobei „stad“ hier nicht Stadt, sondern Bootsplatz bedeutet. „Greby“ stammt von dem altnordischen Wort „grjotby“, was „Stein“ oder „felsiger Untergrund“ bedeutet, ab.

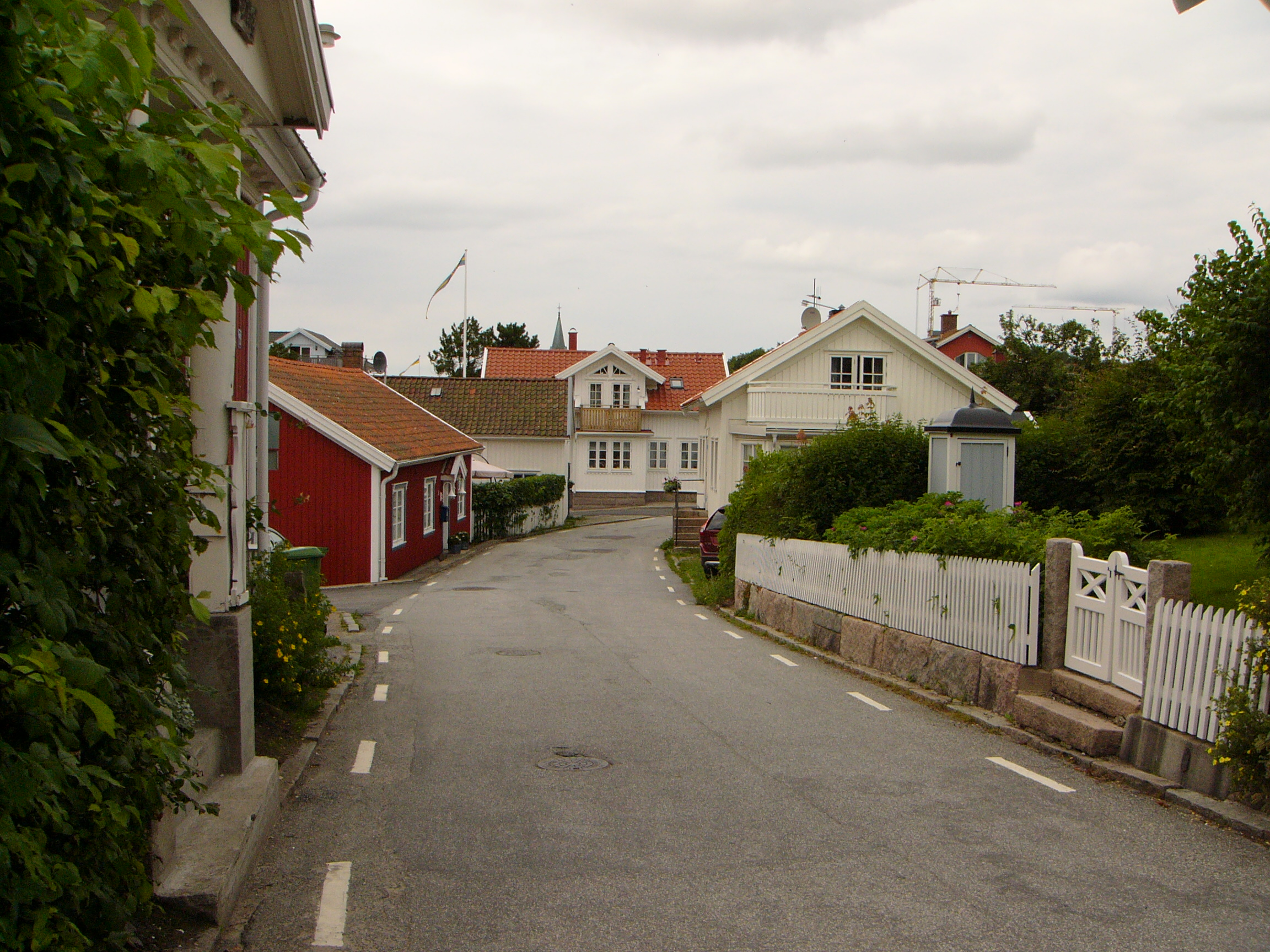
Traditionelle Häuser in der Övre Långgatan

## Kultur

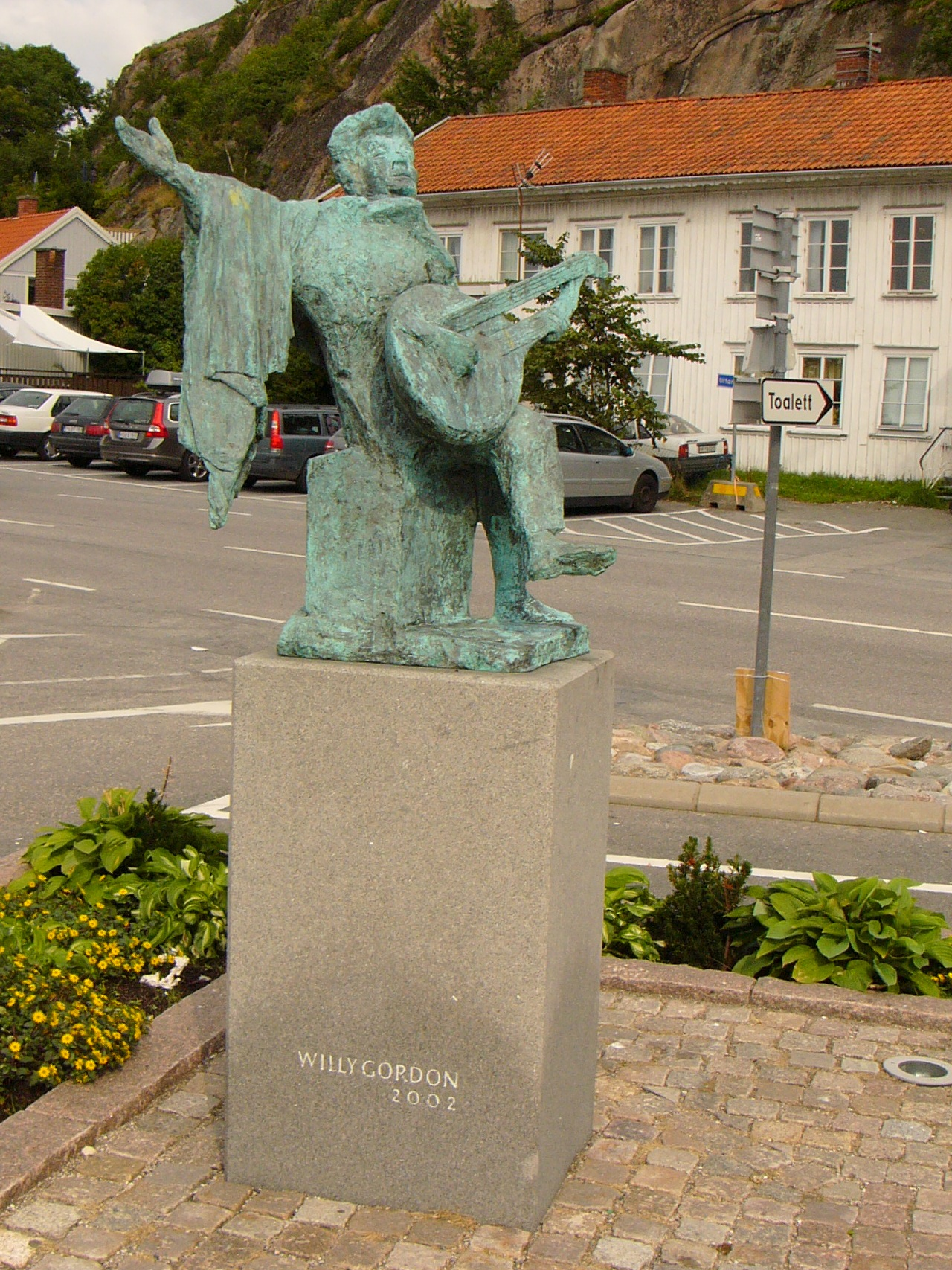
Bronzeskulptur von Evert Taube

Die Lyrikerin Ebba Lindqvist (1908–1995), nach der auch ein Platz in Grebbestad benannt ist, wuchs hier auf. Der Dichter Evert Taube verbrachte einen Sommer auf der Grebbestad vorgelagerten Insel Otterön.